# Rudolf Trofenik
Rudolf Trofenik (* 15. April 1911 in Marburg an der Drau; † 7. Dezember 1991 in München) war Jurist, Verleger, Herausgeber und Autor.

Buchreihe: Geschichte, Kultur und Geisteswelt der Slowenen, Erster Band 1968 Verlag Dr. Dr. Rudolf Trofenik.

## Biografie
Trofenik wurde in der untersteierischen Stadt Marburg (heute Maribor in Slowenien) geboren. Nach dem Abitur studierte er an der Universität in Ljubljana/Laibach zunächst Jura, dann bei Franz Weber (France Veber) Philosophie und klassische Philologie. In beiden Bereichen schloss er sein Studium mit der Promotion ab und habilitierte sich anschließend für Strafrecht. An der juristischen Fakultät dieser Universität wirkte er als Privatdozent bis zu seiner Entlassung aus ideologischen Gründen durch das kommunistische Regime im Februar 1946. Nun stand Rudolf Trofenik zehn Jahre lang in Jugoslawien unter politischer Quarantäne, bis es ihm gelang, im Jahre 1956 legal in die Bundesrepublik Deutschland auszureisen.
Er ließ sich in München nieder und begann unter schwierigen Bedingungen mit dem Aufbau einer neuen Existenz. Zunächst war er wissenschaftlich tätig, veröffentlichte eigene Beiträge in südosteuropäischen Publikationen und handelte mit antiquarischen Büchern. Später gründete er in München das Verlagshaus Dr. Dr. Rudolf Trofenik und spezialisierte sich auf den Druck selten gewordener älterer Schriften aus dem deutschen und slowenischen Sprachbereich über die Geschichte und Kultur der Slowenen und Südslawen. Daneben erschienen in seinem Verlag Zeitschriften und Veröffentlichungsreihen, die spezielle Themen des südosteuropäischen Raumes von Ungarn im Norden bis zum Bosporus im Süden behandelten.
Naturgemäß konnten die von ihm verlegten Bücher keine großen Auflagen erreichen, weil der Markt zu klein war, die Bibliotheken und Privatleute in Südosteuropa, die sich dafür interessierten, waren damals meist nicht in der Lage, die Devisenbeträge aufzubringen. Dennoch verdankte die Südosteuropa-Wissenschaft dem idealistischen Einsatz dieses Verlegers sehr viel, was auch durch die Verleihung des Bundesverdienstkreuzes anerkannt wurde. 
Rudolf Trofenik erlebte noch das Streben seiner slowenischen Heimat in die Unabhängigkeit und nahm regen Anteil daran. Am 7. Dezember 1991 verstarb er 80-jährig in der bayerischen Landeshauptstadt und wurde am 13. Dezember 1991 auf dem Münchner Nordfriedhof bestattet.

## Ehrungen
- 1983: Verdienstkreuz am Bande der Bundesrepublik Deutschland

## Werke (Auswahl)
Faksimileausgaben
- Biblia, Ivria Dalmatina, Wittenberg 1584 (1968)
- Topographia Ducatus Carnioliae Modernae, Johann Weichard Valvasor, Wagensperg in Crain 1679, (1970)
- Die Ehre dess Hertzogthums Crain, Johann Weichard Valvasor, Laybach 1689 (1971)
- Dogodivšine Štajerske Zemle, Anton Krempl, v Gradci 1845 (1974)

Buchreihen
- Litterae Slovenicae

- Das slovenische Volkslied in seiner Mannigfaltigkeit (1968)
- Das Hochstift Freising und die Kolonisation der Herrschaft Lack im Mittelalter (1968)
- Mittelalterliche Handschriften der National- und Universitätsbibliothek in Ljubljana (1968)
- Welche sind die schicklichsten Nebengewerbe für die Landleute überhaupt, vornehmlich aber im Herzogthum Krain (1972)
- Über den Charakter der Slowenischen Volkskultur in Kärnten (1973)
- Valvasors Zeit, Leben und Werk. Begleitwort zum Nachdruck der Ehre des Hertzogthums Crain (1973)
- Slovani, v iztočni Pustriški dolini, na Tirolskem (1985)

- Geschichte, Kultur und Geisteswelt der Slowenen.

- Diese bedeutende deutschsprachige slawistische Buchreihe erschien ab 1968 und umfasste 25 Bände.

Publikationen
- Leopold Kretzenbacher: Windradl und Klapotetz, (1975)
- Anton Novačan: Hermann von Cilley, Drama in fünf Akten (1977)